# Propionibacterium
Genre
Les bactéries propioniques constituent le genre Propionibacterium qui avec les Eubacterium forment la famille des Propionibacteriaceae. Elles se caractérisent par leur aptitude à produire de grandes quantités d'acide propionique (propanoïque).
Les bactéries propioniques sont divisées en deux catégories suivant leur habitat :
- les laitières (ou classiques), isolées dans les produits laitiers
- les cutanées, commensales, de la flore de la peau et des muqueuses.

## Étymologie et histoire
Le terme scientifique latin Propionobacterium a été forgé par le bactériologiste Orla-Jensen (1870–1949) parce que ces bactéries produisent des quantités importantes d'acide propionique (acidum propionum) durant la fermentation. L'étymologie du terme peut se scinder en deux racines : Pro du grec ancien πρό, pró (avant, devant) et de πίων, píôn (gras). 
Les bactéries propioniques ont d'abord été isolées en Suisse dans l'emmental au début du XXe siècle par von Freudenreich et Orla-Jensen (1906) à Berne. Leur rôle dans le développement de l'arôme et dans la formation des trous dans la pâte fut élucidé à cette époque.

## Caractères bactériologiques
Les bactéries propioniques sont, : 

- Gram-positives
- de formes variables : petits bâtonnets irréguliers, corynéformes (en forme de massue), ou sous forme coccoïde ou branchée
- regroupées en amas, en V ou Y, ou formes graphiques
- non sporulées, non mobiles
- de 1 à 5 μm de long
- chromosome circulaire et à contenu GC de 67 %
- anaérobies facultatives, aéro-tolérantes
- à température optimale de croissance se situant entre 25 °C et 35 °C (espèces mésophiles), avec une croissance possible entre 15 °C et 40 °C
- à pH optimal de croissance entre 6,5 et 7, mais supportant des pH de 5,1 à 8,5
- aux exigences nutritionnelles complexes : elles fermentent les sucres (glucose, lactose, fructose), les alcools (glycérol, érythritol, adonitol), les acides (lactiques, citrique, aspartique) et produisent de grandes quantités d'acide propionique. Pour leur croissance, elles exigent de la biotine (vit. H), de l'acide pantothénique (vit. B5) et demandent aussi les principaux minéraux pour se développer.

Pour tous les substrats carbonés fermentés, leur métabolisme conduit à la production d'acides gras à chaîne courte (AGCC) via le cycle de Wood et Workman (ou cycle de la transcarboxylase), spécifique des bactéries propioniques. Les principaux produits de la fermentation sont le propionate, l'acétate et le CO2. La réaction globale de fermentation propionique s'écrit : 

Mais ce bilan global peut être trompeur car il peut varier considérablement selon les conditions du milieu et la souche utilisée.

## Écologie
Le genre Propionibacterium comporte
- des espèces laitières saprophytes :
 Propionibacterium freudenreichii, P. thoenii, P. jensenii et P. acidipropionici ; elles interviennent dans l'affinage des fromages et ne jouent aucun rôle en pathologie humaine. Elles ont aussi été isolées dans le lait, des produits alimentaires fermentés (saumure d'olives), dans l'ensilage, dans les sols.

P. cyclohexanicum isolée en 1997 dans du jus d'orange altéré, P. australiense isolée dans des lésions bovines granulomateuses et P. microaerophilum isolée dans les eaux usées d'un moulin à olives, ne correspondent pas à l'habitat des espèces laitières classiques mais sont proches d'elles par leur ARNr 16S. Les deux premières se rattachent à P. freudenreichii alors que P. microaerophilum se relie à P. acidopropionici ;
- des espèces commensales,
 certaines retrouvées dans les produits pathologiques : Cutibacterium acnes isolée sur la peau, P. avidum isolée dans les selles, P. granulosum sur la peau, P. innocuum fait aussi partie de la flore cutanée humaine, P. lymphophilum isolée dans des glandes lymphatiques anormales, P. acidifaciens isolée dans la bouche. Les odeurs corporelles sont dues en partie à l'acide propionique qui est un produit de dégradation des acides aminés et des acides gras à chaîne carbonée longue par les bactéries de la flore cutanée résidente et saprophyte, du genre Brevibacterium et Propionibacterium[6].

## Utilisations des espèces laitières
- Lait cru

Trois espèces de Propionibacterium ont été détectées dans le lait de vache de la zone AOC Comté (Bouton et al., 2006).
- Fromagerie

Les bactéries propioniques interviennent dans l'affinage des fromages à pâte pressée cuite de type gruyère, comté et emmental. La bactérie P. freudenreichii est utilisée comme levain d'affinage de l'emmental. Elle se développe au cœur de la pâte, durant l'affinage en cave chaude (24 °C). La fermentation produit de l'acétate, du propionate, et du CO2. Acétate et propionate contribuent à la saveur de noisette du fromage et le gaz est à l'origine de la formation des trous dans la pâte. Leur niveau de viabilité en fin d'affinage est généralement supérieur à 109 cfu/g
- Probiotique

Les bactéries propioniques laitières et plus particulièrement l'espèce P. freudenreichii répondent aux critères d'innocuité des germes probiotiques. Lorsqu'elles sont ingérées, elles survivent dans le tractus digestif et sont accompagnées par une augmentation des bifidobacteria. Elles restent vivantes lors du transit intestinal et adhèrent aux cellules épithéliales de l'intestin.
Elles produisent de la vitamines B12 et inhibent la microflore indésirable en libérant des acides et des bactériocines. Une étude portant sur P. acidipropionici et P. freudenreichii, a montré qu'ils pouvaient détruire les cellules d'adénocarcinome colorectal grâce à leur acides gras à courte chaîne.

## Pathologies liées aux espèces cutanées
Les espèces Propionibacterium acnes et P. granulosum sont des commensales des glandes sébacées et des bulbes pileux. P. acnes est normalement présentes sur la peau, les muqueuses et dans les cheveux. C'est une commensale responsable de l'acné mais aussi d'infections post-opératoires, notamment en cas de présence d'implant.

## Liste des espèces
D'après LPSN, les espèces répertoriées en 2013 sont :
- Propionibacterium acidifaciens Downes et Wade 2009, sp. nov.
- Propionibacterium acidipropionici corrig. Orla-Jensen 1909, species.
- Propionibacterium acnes (sic) (Gilchrist 1900) Douglas et Gunter 1946
- Propionibacterium australiense Bernard et al. 2002, sp. nov.
- Propionibacterium avidum (Eggerth 1935) Moore et Holdeman 1969
- Propionibacterium cyclohexanicum Kusano et al. 1997, sp. nov.
- Propionibacterium freudenreichii van Niel 1928, species. (espèce type du genre)
  - Propionibacterium freudenreichii subsp. freudenreichii (van Niel 1928) Moore et Holdeman 1970,
  - Propionibacterium freudenreichii subsp. shermanii (van Niel 1928) Holdeman et Moore 1970
- Propionibacterium granulosum (Prévot 1938) Moore et Holdeman 1970
- Propionibacterium innocuum Pitcher et Collins 1992, sp. nov.
- Propionibacterium jensenii van Niel 1928
- Propionibacterium lymphophilum (Torrey 1916) Johnson et Cummins 1972

→ ¤ Propionimicrobium lymphophilum (Torrey 1916) Stackebrandt et al. 2002,
- Propionibacterium microaerophilum Koussémon et al. 2001,
- Propionibacterium propionicum corrig. (Buchanan and Pine 1962) Charfreitag et al. 1988
- Propionibacterium thoenii van Niel 1928